# Madness/Diskografie
Diese Diskografie ist eine Übersicht über die musikalischen Werke der britischen Ska-Band Madness. Den Schallplattenauszeichnungen zufolge hat sie bisher mehr als 8,9 Millionen Tonträger verkauft, davon alleine in ihrer Heimat über 8,1 Millionen. Ihre erfolgreichste Veröffentlichung ist das Album Divine Madness mit über 900.000 verkauften Einheiten.

## Alben

### Studioalben
| Jahr | Titel                                       | Höchstplatzierung, Gesamtwochen, AuszeichnungChartplatzierungen (Jahr, Titel, Platzierungen, Wochen, Auszeichnungen, Anmerkungen) | Höchstplatzierung, Gesamtwochen, AuszeichnungChartplatzierungen (Jahr, Titel, Platzierungen, Wochen, Auszeichnungen, Anmerkungen) | Höchstplatzierung, Gesamtwochen, AuszeichnungChartplatzierungen (Jahr, Titel, Platzierungen, Wochen, Auszeichnungen, Anmerkungen) | Höchstplatzierung, Gesamtwochen, AuszeichnungChartplatzierungen (Jahr, Titel, Platzierungen, Wochen, Auszeichnungen, Anmerkungen) | Höchstplatzierung, Gesamtwochen, AuszeichnungChartplatzierungen (Jahr, Titel, Platzierungen, Wochen, Auszeichnungen, Anmerkungen) | Anmerkungen |
| Jahr | Titel                                       | DE | AT | CH | UK | US | Anmerkungen |
| ---- | ------------------------------------------- | --- | --- | --- | --- | --- | --- |
| 1979 | One Step Beyond…                            | DE14 (37 Wo.)DE | AT11 (10 Wo.)AT | — | UK2 Platin · (79 Wo.)UK | US128 (9 Wo.)US | Erstveröffentlichung: 19. Oktober 1979                                                                                                   |
| 1980 | Absolutely                                  | DE21 (9 Wo.)DE | — | — | UK2 Platin · (48 Wo.)UK | US146 (4 Wo.)US | Erstveröffentlichung: 26. September 1980                                                                                                 |
| 1981 | Madness 7                                   | — | — | — | UK5 Gold · (29 Wo.)UK | — | Erstveröffentlichung: 2. Oktober 1981 |
| 1982 | The Rise & Fall                             | DE15 (20 Wo.)DE | — | — | UK10 Gold · (22 Wo.)UK | — | Erstveröffentlichung: 8. Oktober 1982 |
| 1984 | Keep Moving                                 | DE47 (5 Wo.)DE | — | — | UK6 Silber · (19 Wo.)UK | US109 (8 Wo.)US | Erstveröffentlichung: 20. Februar 1984                                                                                                   |
| 1985 | Mad Not Mad                                 | — | — | — | UK16 Silber · (9 Wo.)UK | — | Erstveröffentlichung: 30. September 1985                                                                                                 |
| 1988 | The Madness                                 | — | — | — | UK65 (1 Wo.)UK | — | Erstveröffentlichung: 25. April 1988 als The Madness; Produzenten: The Three Eyes                                                        |
| 1999 | Wonderful                                   | — | — | — | UK17 Silber · (3 Wo.)UK | — | Erstveröffentlichung: 1. November 1999                                                                                                   |
| 2005 | The Dangermen Sessions – Volume One         | DE81 (1 Wo.)DE | — | CH67 (4 Wo.)CH | UK11 (4 Wo.)UK | — | Erstveröffentlichung: 1. August 2005 Produzenten: Dennis Bovell, Segs (John Jennings), Steve Dub                                         |
| 2009 | The Liberty of Norton Folgate               | — | — | — | UK5 Gold · (13 Wo.)UK | — | Erstveröffentlichung: 23. März 2009 |
| 2012 | Oui Oui, Si Si, Ja Ja, Da Da                | — | — | — | UK10 Gold · (18 Wo.)UK | — | Erstveröffentlichung: 28. September 2012 Produzenten: Liam Watson, Stephen Street, Charlie Andrew, John Avila, Owen Morris, Clive Langer |
| 2014 | One Step Beyond: 35th Anniversary Edition   | — | — | — | UK54 (1 Wo.)UK | — | Erstveröffentlichung: 13. Oktober 2014 Neuauflage des Albums von 1979 mit Bonus-DVD inkl. Videos, BBC-Auftritte, Dokumentation           |
| 2016 | Can’t Touch Us Now                          | — | — | — | UK5 Silber · (11 Wo.)UK | — | Erstveröffentlichung: 28. Oktober 2016 Produzenten: Charlie Andrew, Clive Langer, Liam Watson, Madness                                   |
| 2023 | Theatre of the Absurd Presents C’est la Vie | DE40 (1 Wo.)DE | — | — | UK1 (5 Wo.)UK | — | Erstveröffentlichung: 17. November 2023 Produzenten: Matt Glasbey, Alan Winstanley u. Clive Langer                                       |

grau schraffiert: keine Chartdaten aus diesem Jahr verfügbar

### Livealben
| Jahr | Titel       | Höchstplatzierung, Gesamtwochen, AuszeichnungChartplatzierungen (Jahr, Titel, Platzierungen, Wochen, Auszeichnungen, Anmerkungen) | Höchstplatzierung, Gesamtwochen, AuszeichnungChartplatzierungen (Jahr, Titel, Platzierungen, Wochen, Auszeichnungen, Anmerkungen) | Höchstplatzierung, Gesamtwochen, AuszeichnungChartplatzierungen (Jahr, Titel, Platzierungen, Wochen, Auszeichnungen, Anmerkungen) | Höchstplatzierung, Gesamtwochen, AuszeichnungChartplatzierungen (Jahr, Titel, Platzierungen, Wochen, Auszeichnungen, Anmerkungen) | Höchstplatzierung, Gesamtwochen, AuszeichnungChartplatzierungen (Jahr, Titel, Platzierungen, Wochen, Auszeichnungen, Anmerkungen) | Anmerkungen                                                                       |
| Jahr | Titel       | DE | AT | CH | UK | US | Anmerkungen                                                                       |
| ---- | ----------- | --- | --- | --- | --- | --- | --------------------------------------------------------------------------------- |
| 1992 | Madstock    | — | — | — | UK22 (9 Wo.)UK | — | Erstveröffentlichung: 2. November 1992 Aufnahme: Finsbury Park, 8./9. August 1992 |
| 2022 | The Get Up! | — | — | — | UK97 (1 Wo.)UK | — | Erstveröffentlichung: 18. November 2022                                           |

Weitere Livealben
- 1983: B. B. C. Rock Hour (Radioshow)
- 1998: Universal Madness (Live in Los Angeles) (Aufnahme: Universal Amphitheater, 26. April 1998)
- 2006: Madness Live: To the Edge of the Universe and Beyond, Part 1
- 2006: Madness Live: To the Edge of the Universe and Beyond, Part 2
- 2006: Live at the Brixton Academy, London (Aufnahme: 7. Dezember 2006, 2 CDs)
- 2006: On Stage – London (Aufnahme: 7. Dezember 2006, 2 CDs)
- 2006: On Stage – Glasgow (Aufnahme: 12. Dezember 2006, 2 CDs)
- 2006: On Stage – Manchester (Aufnahme: 13. Dezember 2006, 2 CDs)
- 2006: On Stage – Newcastle (Aufnahme: 14. Dezember 2006, 2 CDs)
- 2006: On Stage – NEC Birmingham (Aufnahme: 16. Dezember 2006, 2 CDs)
- 2006: On Stage – Bournemouth (Aufnahme: 17. Dezember 2006, 2 CDs)
- 2006: On Stage – Brighton (Aufnahme: 19. Dezember 2006, 2 CDs)
- 2006: On Stage – Wembley Arena, London (Aufnahme: 20. Dezember 2006, 2 CDs)
- 2007: Live at 02 Arena 14.12.07 (2 CDs)
- 2007: Live at the Astoria 3.12.07 (2 CDs)
- 2008: Hackney Empire 24th June 2008 (Memory Stick mit 22 mp3-Files)
- 2008: Hackney Empire 25th June 2008 (Memory Stick mit 21 mp3-Files)
- 2008: Hackney Empire 26th June 2008 (Memory Stick mit 22 mp3-Files)
- 2009: Madstock 5 (Memory Stick mit 25 mp3-Files; Aufnahme: Victoria Park, 17. Juli 2009)
- 2009: UK Tour 2009 – Live in Bournemouth – 01.12.2009 (Memory Stick mit 26 mp3-Files)
- 2011: A Guided Tour of Madness (Box mit 3 CDs + DVD, UK: Gold)

### Kompilationen
| Jahr | Titel                                        | Höchstplatzierung, Gesamtwochen, AuszeichnungChartplatzierungen (Jahr, Titel, Platzierungen, Wochen, Auszeichnungen, Anmerkungen) | Höchstplatzierung, Gesamtwochen, AuszeichnungChartplatzierungen (Jahr, Titel, Platzierungen, Wochen, Auszeichnungen, Anmerkungen) | Höchstplatzierung, Gesamtwochen, AuszeichnungChartplatzierungen (Jahr, Titel, Platzierungen, Wochen, Auszeichnungen, Anmerkungen) | Höchstplatzierung, Gesamtwochen, AuszeichnungChartplatzierungen (Jahr, Titel, Platzierungen, Wochen, Auszeichnungen, Anmerkungen) | Höchstplatzierung, Gesamtwochen, AuszeichnungChartplatzierungen (Jahr, Titel, Platzierungen, Wochen, Auszeichnungen, Anmerkungen) | Anmerkungen                                                                             |
| Jahr | Titel                                        | DE | AT | CH | UK | US | Anmerkungen                                                                             |
| ---- | -------------------------------------------- | --- | --- | --- | --- | --- | --------------------------------------------------------------------------------------- |
| 1982 | Complete Madness                             | — | — | — | UK1 Platin · (106 Wo.)UK | — | Erstveröffentlichung: 30. April 1982                                                    |
| 1983 | Madness                                      | — | — | — | — | US41 (29 Wo.)US | Erstveröffentlichung: 1983                                                              |
| 1986 | Utter Madness                                | — | — | — | UK29 Gold · (8 Wo.)UK | — | Erstveröffentlichung: 24. November 1986                                                 |
| 1992 | Divine Madness                               | — | — | — | UK1 ×3Dreifachplatin · (113 Wo.)UK                                                                                                | — | Erstveröffentlichung: 24. Februar 1992 Doppelalbum                                      |
| 1998 | The Heavy Heavy Hits                         | — | — | — | UK19 Gold · (8 Wo.)UK | — | Erstveröffentlichung: 1. Juni 1998                                                      |
| 2002 | Our House: The Original Songs                | — | — | — | UK45 Silber · (3 Wo.)UK | — | Erstveröffentlichung: 21. Oktober 2002                                                  |
| 2009 | Total Madness: All The Greatest Hits & More! | — | — | — | UK11 Platin · (23 Wo.)UK | — | Erstveröffentlichung: 21. September 2009 CD + DVD                                       |
| 2010 | Ultimate Madness: 21 of Their Finest         | — | — | — | UK27 Silber · (4 Wo.)UK | — | Erstveröffentlichung: 7. Juni 2010                                                      |
| 2012 | Forever Young: The Ska Collection            | — | — | — | UK99 (1 Wo.)UK | — | Erstveröffentlichung: 2. April 2012 Produzenten: Clive Langer, Alan Winstanley, Madness |
| 2017 | Full House: The Very Best of Madness         | — | — | — | UK23 Gold · (7 Wo.)UK | — | Erstveröffentlichung: 17. November 2017                                                 |

grau schraffiert: keine Chartdaten aus diesem Jahr verfügbar
Weitere Kompilationen
- 1990: Collectors’ Edition (limitierte Box mit 3 CDs)
- 1990: It’s … Madness: 16 Classic Tracks (UK: Gold)
- 1991: It’s … Madness Too: Another 16 Classic Tracks (UK: Gold)
- 1993: The Business – The Definitive Singles Collection (Box mit 3 CDs)
- 1997: Total Madness … The Very Best of Madness
- 1997: Westwood One – In the Zone
- 1999: The Lot (Box mit 6 CDs)
- 2000: Ultimate Collection
- 2005: The Best of Madness
- 2006: Collection
- 2014: The Very Best of Madness (UK: Gold)

### Soundtracks
| Jahr | Titel               | Höchstplatzierung, Gesamtwochen, AuszeichnungChartplatzierungen (Jahr, Titel, Platzierungen, Wochen, Auszeichnungen, Anmerkungen) | Höchstplatzierung, Gesamtwochen, AuszeichnungChartplatzierungen (Jahr, Titel, Platzierungen, Wochen, Auszeichnungen, Anmerkungen) | Höchstplatzierung, Gesamtwochen, AuszeichnungChartplatzierungen (Jahr, Titel, Platzierungen, Wochen, Auszeichnungen, Anmerkungen) | Höchstplatzierung, Gesamtwochen, AuszeichnungChartplatzierungen (Jahr, Titel, Platzierungen, Wochen, Auszeichnungen, Anmerkungen) | Höchstplatzierung, Gesamtwochen, AuszeichnungChartplatzierungen (Jahr, Titel, Platzierungen, Wochen, Auszeichnungen, Anmerkungen) | Anmerkungen                        |
| Jahr | Titel               | DE | AT | CH | UK | US | Anmerkungen                        |
| ---- | ------------------- | --- | --- | --- | --- | --- | ---------------------------------- |
| 2013 | Take It or Leave It | — | — | — | UK77 (1 Wo.)UK | — | Erstveröffentlichung: Oktober 2013 |

Weitere Soundtracks
- 2002: Our House: The Original Songs (UK: Silber)

### EPs
| Jahr | Titel                                    | Höchstplatzierung, Gesamtwochen, AuszeichnungChartplatzierungen (Jahr, Titel, Platzierungen, Wochen, Auszeichnungen, Anmerkungen) | Höchstplatzierung, Gesamtwochen, AuszeichnungChartplatzierungen (Jahr, Titel, Platzierungen, Wochen, Auszeichnungen, Anmerkungen) | Höchstplatzierung, Gesamtwochen, AuszeichnungChartplatzierungen (Jahr, Titel, Platzierungen, Wochen, Auszeichnungen, Anmerkungen) | Höchstplatzierung, Gesamtwochen, AuszeichnungChartplatzierungen (Jahr, Titel, Platzierungen, Wochen, Auszeichnungen, Anmerkungen) | Höchstplatzierung, Gesamtwochen, AuszeichnungChartplatzierungen (Jahr, Titel, Platzierungen, Wochen, Auszeichnungen, Anmerkungen) | Anmerkungen                                                                         |
| Jahr | Titel                                    | DE | AT | CH | UK | US | Anmerkungen                                                                         |
| ---- | ---------------------------------------- | --- | --- | --- | --- | --- | ----------------------------------------------------------------------------------- |
| 1980 | Night Boat to Cairo (Work Rest and Play) | — | — | — | UK6 (8 Wo.)UK | — | Erstveröffentlichung: März 1980                                                     |
| 1993 | The 2 Tone EP                            | — | — | — | UK30 (3 Wo.)UK | — | Erstveröffentlichung: September 1993 mit The Special AKA, The Selecter und The Beat |

grau schraffiert: keine Chartdaten aus diesem Jahr verfügbar
Weitere EPs
- 1988: I Pronounce You / Patience

## Singles
| Jahr | Titel Album                                                         | Höchstplatzierung, Gesamtwochen, AuszeichnungChartplatzierungen (Jahr, Titel, Album, Platzierungen, Wochen, Auszeichnungen, Anmerkungen) | Höchstplatzierung, Gesamtwochen, AuszeichnungChartplatzierungen (Jahr, Titel, Album, Platzierungen, Wochen, Auszeichnungen, Anmerkungen) | Höchstplatzierung, Gesamtwochen, AuszeichnungChartplatzierungen (Jahr, Titel, Album, Platzierungen, Wochen, Auszeichnungen, Anmerkungen) | Höchstplatzierung, Gesamtwochen, AuszeichnungChartplatzierungen (Jahr, Titel, Album, Platzierungen, Wochen, Auszeichnungen, Anmerkungen) | Höchstplatzierung, Gesamtwochen, AuszeichnungChartplatzierungen (Jahr, Titel, Album, Platzierungen, Wochen, Auszeichnungen, Anmerkungen) | Anmerkungen | [↑]: gemeinsam behandelt mit vorhergehendem Eintrag; [←]: in beiden Charts platziert |
| Jahr | Titel Album                                                         | DE | AT | CH | UK | US | Anmerkungen |                                                                                      |
| ---- | ------------------------------------------------------------------- | --- | --- | --- | --- | --- | --- | ------------------------------------------------------------------------------------ |
| 1979 | The Prince One Step Beyond …                                        | — | — | — | UK16 (11 Wo.)UK | — | Erstveröffentlichung: 10. August 1979 Autor: Lee Thompson                                                                             |                                                                                      |
| 1979 | One Step Beyond …                                                   | — | AT19 (2 Wo.)AT | CH3 (12 Wo.)CH | UK7 Gold · (14 Wo.)UK | — | Erstveröffentlichung: 26. Oktober 1979 Autor: Cecil Campbell Original: Prince Buster & the All Stars, 1965                            |                                                                                      |
| 1980 | My Girl One Step Beyond …                                           | — | — | — | UK3 Silber · (14 Wo.)UK | — | Erstveröffentlichung: 21. Dezember 1979 Autor: Mike Barson                                                                            |                                                                                      |
| 1980 | Baggy Trousers Absolutely                                           | — | — | — | UK3 Gold · (20 Wo.)UK | — | Erstveröffentlichung: 5. September 1980 Autoren: Chris Foreman, Suggs, Mike Barson                                                    |                                                                                      |
| 1980 | Embarrassment Absolutely                                            | — | — | — | UK4 Gold · (12 Wo.)UK | — | Erstveröffentlichung: 14. November 1980 Autoren: Lee Thompson, Mike Barson                                                            |                                                                                      |
| 1981 | The Return of the Los Palmas Seven Absolutely                       | — | — | — | UK7 Silber · (11 Wo.)UK | — | Erstveröffentlichung: 16. Januar 1981 Autoren: Daniel M. Woodgate, Mark Bedford, Mike Barson                                          |                                                                                      |
| 1981 | Grey Day Madness 7                                                  | — | — | — | UK4 Silber · (10 Wo.)UK | — | Erstveröffentlichung: 17. April 1981 Autor: Mike Barson                                                                               |                                                                                      |
| 1981 | Shut Up Madness 7                                                   | — | — | — | UK7 Silber · (9 Wo.)UK | — | Erstveröffentlichung: 18. September 1981 Autoren: Chris Foreman, Graham McPherson                                                     |                                                                                      |
| 1981 | It Must Be Love Complete Madness                                    | — | — | — | UK4 Platin · (22 Wo.)UK | US33 (12 Wo.)US | Erstveröffentlichung: 27. November 1981 Autor und Original: Labi Siffre, 1971                                                         |                                                                                      |
| 1982 | Cardiac Arrest Madness 7                                            | — | — | — | UK14 (10 Wo.)UK | — | Erstveröffentlichung: 5. Februar 1982 Autoren: Chas Smash, Chris Foreman                                                              |                                                                                      |
| 1982 | House of Fun Complete Madness                                       | — | — | — | UK1 Silber · (12 Wo.)UK | — | Erstveröffentlichung: 14. Mai 1982 Autoren: Lee Jay Thompson, Mike Barson                                                             |                                                                                      |
| 1982 | Driving in My Car Party Party (Soundtrack)                          | — | — | — | UK4 Silber · (8 Wo.)UK | — | Erstveröffentlichung: 24. Juli 1982 Autor: Mike Barson                                                                                |                                                                                      |
| 1982 | Our House The Rise and Fall                                         | DE8 (33 Wo.)DE | — | CH4 (7 Wo.)CH | UK5 Platin · (15 Wo.)UK | US7 (19 Wo.)US | Erstveröffentlichung: 12. November 1982 Autoren: Carl Smyth, Chris Foreman                                                            |                                                                                      |
| 1983 | Tomorrow’s (Just Another Day) The Rise and Fall                     | DE43 (8 Wo.)DE | — | — | UK8 (9 Wo.)UK | — | Erstveröffentlichung: 1. Februar 1983 Autoren: Carl Smyth, Mike Barson                                                                |                                                                                      |
| 1983 | Madness (Is All in the Mind) The Rise and Fall                      | — | — | —[UK: ↑] | UK8 (9 Wo.)UK | — | Erstveröffentlichung: 1. Februar 1983 Autor: Chris Foreman                                                                            |                                                                                      |
| 1983 | Wings of a Dove Greenpeace (Sampler)                                | — | — | — | UK2 Silber · (11 Wo.)UK | — | Erstveröffentlichung: 20. August 1983 Autoren: Carl Smyth, Graham McPherson                                                           |                                                                                      |
| 1983 | The Sun and the Rain –                                              | — | — | — | UK5 (12 Wo.)UK | US72 (5 Wo.)US | Erstveröffentlichung: 29. Oktober 1983 Autor: Mike Barson                                                                             |                                                                                      |
| 1984 | Michael Caine Keep Moving                                           | — | — | — | UK11 (8 Wo.)UK | — | Erstveröffentlichung: Januar 1984 Autoren: Carl Smyth, Daniel M. Woodgate                                                             |                                                                                      |
| 1984 | One Better Day Keep Moving                                          | — | — | — | UK17 (7 Wo.)UK | — | Erstveröffentlichung: 21. Mai 1984 Autoren: Graham McPherson, Mark Bedford                                                            |                                                                                      |
| 1985 | Yesterday’s Men Mad Not Mad                                         | — | — | — | UK18 (7 Wo.)UK | — | Erstveröffentlichung: 19. August 1985 Autoren: Chris Foreman, Graham McPherson                                                        |                                                                                      |
| 1985 | Uncle Sam Mad Not Mad                                               | — | — | — | UK21 (11 Wo.)UK | — | Erstveröffentlichung: 14. Oktober 1985 Autoren: Chris Foreman, Lee Jay Thompson                                                       |                                                                                      |
| 1986 | The Sweetest Girl Mad Not Mad                                       | — | — | — | UK35 (6 Wo.)UK | — | Erstveröffentlichung: Januar 1986 Autor: Green Gartside, Original: Scritti Politti, 1981                                              |                                                                                      |
| 1986 | (Waiting For) The Ghost Train Utter Madness                         | — | — | — | UK18 (9 Wo.)UK | — | Erstveröffentlichung: Juni 1986 Autor: Graham McPherson                                                                               |                                                                                      |
| 1988 | I Pronounce You The Madness                                         | — | — | — | UK44 (4 Wo.)UK | — | Erstveröffentlichung: März 1988 als The Madness Autoren: Lee Jay Thompson, Carl Smyth, Ronnie West                                    |                                                                                      |
| 1988 | What’s That The Madness                                             | — | — | — | UK92 (2 Wo.)UK | — | Erstveröffentlichung: Juni 1988 als The Madness, Autor: Carl Smyth                                                                    |                                                                                      |
| 1992 | The Harder They Come Madstock                                       | — | — | — | UK44 (3 Wo.)UK | — | Erstveröffentlichung: November 1992 Autor und Original: Jimmy Cliff, 1972                                                             |                                                                                      |
| 1993 | Night Boat to Cairo Madstock                                        | — | — | — | UK56 Silber · (2 Wo.)UK | — | Erstveröffentlichung: Februar 1993 Autoren: Autor: Graham McPherson, Mike Barson A-Seite: Originalversion / B-Seite: Paul Gotel Remix |                                                                                      |
| 1999 | Lovestruck Wonderful                                                | — | — | — | UK10 (8 Wo.)UK | — | Erstveröffentlichung: 24. Juli 1999 Autoren: Lee Jay Thompson, Mike Barson                                                            |                                                                                      |
| 1999 | Johnny the Horse Wonderful                                          | — | — | — | UK44 (2 Wo.)UK | — | Erstveröffentlichung: Oktober 1999 Autor: Carl Smyth                                                                                  |                                                                                      |
| 2000 | Drip Fed Fred Wonderful                                             | — | — | — | UK55 (2 Wo.)UK | — | Erstveröffentlichung: Februar 2000 feat. Ian Dury, Autor: Mike Barson                                                                 |                                                                                      |
| 2005 | Shame & Scandal (In the Family) The Dangermen Sessions – Volume One | — | — | CH69 (7 Wo.)CH | UK38 (2 Wo.)UK | — | Erstveröffentlichung: 25. Juli 2005 Autoren: Lord Tanamo, Sir Lancelot Original: Sir Lancelot, 1943                                   |                                                                                      |
| 2007 | Sorry –                                                             | — | — | — | UK23 (2 Wo.)UK | — | Erstveröffentlichung: 12. März 2007 feat. und Autoren: Baby Blue und Sway                                                             |                                                                                      |
| 2008 | NW5 (I Would Give You Everything) –                                 | — | — | — | UK24 (2 Wo.)UK | — | Erstveröffentlichung: 21. Januar 2008 Autoren: Lee Thompson, Mike Barson                                                              |                                                                                      |
| 2009 | Dust Devil The Liberty of Norton Folgate                            | — | — | — | UK64 (1 Wo.)UK | — | Erstveröffentlichung: 11. Mai 2009 Autoren: Daniel M. Woodgate, Lee Jay Thompson                                                      |                                                                                      |

Weitere Singles
- 1979: Bed & Breakfast Man
- 1980: Madness
- 1980: Night Boat to Cairo
- 1980: Tarzan’s Nuts
- 1980: Don’t Quote Me on That
- 1981: Patches Brings You a Few Minutes of Madness (Flexi)
- 1981: Event – The Madness (Flexi)
- 1981: Take It or Leave It (Flexi)
- 1981: Carols on 45 (Flexi)
- 1981: In the City
- 1982: My Girl (Ballad) (Flexi)
- 1984: Inanity Over Christmas
- 1985: From Us … to You (Flexi)
- 1985: Merry Christmas M. I. S. Members (Flexi)
- 1986: Ghost Train (The Demo) (Flexi)
- 1987: The Prince
- 2003: Singles Box Vol. 1 (Box mit 12 Single-CDs)
- 2005: Girl Why Don’t You?
- 2005: You Keep Me Hanging On (Original: The Supremes, 1966)
- 2009: Sugar and Spice
- 2010: Forever Young
- 2012: My Girl 2
- 2012: Never Knew Your Name
- 2013: La luna
- 2013: Misery
- 2013: How Can I Tell You

## Videoalben
- 1981: Take It or Leave It
- 1982: Complete Madness
- 1986: Utter Madness
- 1992: Divine Madness (UK: Gold)
- 1992: Madstock!
- 1998: At Madstock (UK: Gold)
- 1998: The Heavy Heavy Hits
- 2009: The Liberty of Norton Folgate (von Julien Temple)
- 2012: Live in Germany 1981

## Statistik

### Chartauswertung
|                     | DE    | AT    | CH    | UK     | US    |
| ------------------- | ----- | ----- | ----- | ------ | ----- |
| Nummer-eins-Alben   | DE—DE | AT—AT | CH—CH | UK3UK  | US—US |
| Top-10-Alben        | DE—DE | AT—AT | CH—CH | UK10UK | US—US |
| Alben in den Charts | DE6DE | AT1AT | CH1CH | UK24UK | US4US |

|                       | DE    | AT    | CH    | UK     | US    |
| --------------------- | ----- | ----- | ----- | ------ | ----- |
| Nummer-eins-Singles   | DE—DE | AT—AT | CH—CH | UK1UK  | US—US |
| Top-10-Singles        | DE1DE | AT—AT | CH2CH | UK17UK | US1US |
| Singles in den Charts | DE2DE | AT1AT | CH3CH | UK35UK | US3US |

### Auszeichnungen für Musikverkäufe
| Silberne Schallplatte - Europa (Impala) - 2010: für das Album Complete Madness Goldene Schallplatte - Australien - 1982: für das Album Madness 7 - Frankreich - 1980: für die Single One Step Beyond … - Kanada - 1983: für die Single Our House - Spanien - 2024: für die Single Our House | Platin-Schallplatte - Australien - 1982: für das Album Complete Madness |

Anmerkung: Auszeichnungen in Ländern aus den Charttabellen bzw. Chartboxen sind in ebendiesen zu finden.
| Land/RegionAuszeichnungen für Musikverkäufe (Land/Region, Auszeichnungen, Verkäufe, Quellen) | Silber       | Gold       | Platin       | Verkäufe  | Quellen             |
| -------------------------------------------------------------------------------------------- | ------------ | ---------- | ------------ | --------- | ------------------- |
| Australien (ARIA)                                                                            | —            | Gold1      | Platin1      | 70.000    | Einzelnachweise     |
| Europa (Impala)                                                                              | Silber1      | —          | —            | (30.000)  | Einzelnachweise     |
| Frankreich (SNEP)                                                                            | —            | Gold1      | —            | 500.000   | infodisc.fr         |
| Kanada (MC)                                                                                  | —            | Gold1      | —            | 50.000    | musiccanada.com     |
| Spanien (Promusicae)                                                                         | —            | Gold1      | —            | 30.000    | elportaldemusica.es |
| Vereinigtes Königreich (BPI)                                                                 | 13× Silber13 | 16× Gold16 | 9× Platin9   | 8.300.000 | bpi.co.uk           |
| Insgesamt                                                                                    | 14× Silber14 | 20× Gold20 | 10× Platin10 |           |                     |